# Rudolf Lill

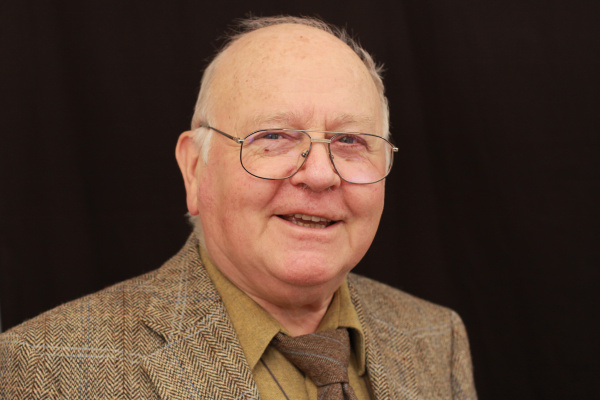
Rudolf Lill (2010)

Rudolf Lill (* 12. Oktober 1934 in Köln; † 18. Juli 2020 ebenda) war ein deutscher Neuzeithistoriker und Kirchengeschichtler. Sein Leben und Werk waren eng mit Italien verbunden. Nach einer längeren wissenschaftlichen Tätigkeit am Deutschen Historischen Institut in Rom wurde er Professor für Neuere Geschichte an der Universität Köln, später auch in Passau und Karlsruhe.

## Leben und Wirken
Rudolf Lill wurde 1962 an der Universität zu Köln mit einem Thema über die Beilegung der Kölner Wirren von 1840 bis 1842 promoviert. Seine akademischen Lehrer waren Hubert Jedin, Theodor Schieder und Hans Martin Klinkenberg. 1961 vermittelte ihn Schieder, der dem Beirat des Instituts angehörte, mit einem sehr positiven Schreiben an das Deutsche Historische Institut in Rom. Lill hatte dort bis 1974 die neu eingerichtete Stelle des wissenschaftlichen Mitarbeiters im Bereich der Neueren Geschichte inne. Lill protestierte damals gemeinsam mit Rosario Romeo, Giuseppe Galasso, Dieter Albrecht und Peter Herde, als der frühere Nationalsozialist Hellmuth Rössler eine Rezension in der Historischen Zeitschrift veröffentlichte und von Schieder gedeckt wurde.
Von 1974 bis 1979 war Lill Wissenschaftlicher Rat und Professor in Köln. Von 1979 bis 1983 lehrte er als ordentlicher Professor an der Universität Passau. Von 1983 bis 1993 war er ordentlicher Professor an der Universität Karlsruhe. Anfang der 1990er Jahre setzte er sich mit Erfolg für die Einrichtung einer Professur für Technikgeschichte am Karlsruher Institut für Geschichte ein. Von 1993 bis 1996 leitete Lill als Generalsekretär das deutsch-italienische Zentrum Villa Vigoni am Comer See. Von 1996 bis 2000 lehrte er erneut als ordentlicher Professor für Neuere und Neueste Geschichte in Karlsruhe. In Karlsruhe gründete und leitete er die Forschungsstelle „Widerstand gegen den Nationalsozialismus im deutschen Südwesten“. Lill lehrte als Gastprofessor auch an den Universitäten Rom I, Florenz, Pavia und Dresden. Von 1996 bis 2006 war er Lehrbeauftragter für italienische Geschichte an der Universität Bonn.
Seine Forschungsschwerpunkte waren die deutsche und italienische Geschichte sowie die deutsch-italienischen Beziehungen seit dem 18. Jahrhundert, die Geschichte des Papsttums und die Beziehungen zwischen Kirche und Staat. Seine 1980 veröffentlichte Geschichte Italiens vom 16. Jahrhundert bis zu den Anfängen des Faschismus, die als katholisch-konservativ rezipiert wurde, gilt als deutschsprachiges Standardwerk zur Neueren Geschichte Italiens. Als grundlegend wurde auch sein Beitrag Italien im Zeitalter des Risorgimento in dem von Theodor Schieder 1981 herausgegebenen Handbuch der Europäischen Geschichte wahrgenommen. Außerdem galt Lill als einer der besten Kenner der neueren Papstgeschichte. Sein papstgeschichtliches Überblickswerk Die Macht der Päpste über das Papsttum der Moderne bis zur Gegenwart erschien 2006. Eine „Weiterführung“ des gleichnamigen Buches wurde 2011 veröffentlicht.
Ein weiterer Arbeitsschwerpunkt war der Widerstand gegen den Nationalsozialismus. Zusammen mit Heinrich Oberreuter gab er 1984 als Mitverfasser einen Porträtband zu den Beteiligten am Attentat vom 20. Juli 1944 heraus; 1993 folgte in der Reihe Portraits des Widerstands ein Sammelband mit Forschungen über die Weiße Rose. 1995 beteiligte er sich mit Beiträgen zum deutschen Widerstand an dem von Michael Kißener, Harm-Hinrich Brandt und Wolfgang Altgeld herausgegebenen Studienband Widerstand in Europa. 2002 veröffentlichte er eine Studie über Südtirol im Nationalsozialismus. Sein Interesse am Widerstand gegen Hitler war angeregt durch seine Freundschaft mit Alexander Groß und dessen Familie, dem Sohn des im Januar 1945 hingerichteten Widerstandskämpfers Nikolaus Groß, der wie Lill aus dem Kölner Agnesviertel stammte. Lill befasste sich in Beiträgen auch mit Aspekten der Geschichte der CDU.
Lill war Präsident der deutsch-italienischen Gesellschaften in Köln von 1985 bis 1993 und in Karlsruhe von 1997 bis 2000. In Interviews äußerte sich Lill häufig zur politischen Situation in Italien und zur Lage der katholischen Kirche. Er fungierte seit seiner Emeritierung im Jahr 2000 als ständiger Ansprechpartner des Deutschlandfunks für italienische und katholische Themen. 2013 gehörte er zu einer Gruppe von sechs prominenten Kölner Katholiken, die nach dem Rücktrittsgesuch des von Lill scharf kritisierten Kardinals Joachim Meisner als Erzbischof von Köln einen offenen Brief an Papst Franziskus schickten und um einen weniger autoritären Nachfolger baten.
Lill wurde mit dem Tiroler Adler-Orden in Silber ausgezeichnet und zum Komtur (Commendatore) des Verdienstordens der Italienischen Republik ernannt. 
Er lebte seit 2016 in der Seniorenresidenz An den Dominikanern im Schatten des Kölner Doms und starb im Juli 2020 im Alter von 85 Jahren.

## Schriften (Auswahl)
Ein Schriftenverzeichnis erschien in: Wolfgang Altgeld, Michael Kissener, Joachim Scholtyseck (Hrsg.): Menschen, Ideen, Ereignisse in der Mitte Europas. Festschrift für Rudolf Lill zum 65. Geburtstag. UVK Universitäts-Verlag, Konstanz 1999, ISBN 3-87940-683-9, S. 331 ff.
Monografien
- Die Macht der Päpste. Neuauflage, Butzon & Bercker, Kevelaer 2011, ISBN 978-3-7666-1543-5 (Rezension von Jörg Ernesti in: Historische Zeitschrift. Bd. 295, 2012, Heft 3, S. 720).
- Südtirol in der Zeit des Nationalismus. UVK-Verlags-Gesellschaft, Konstanz 2002, ISBN 3-89669-927-X.
- Geschichte Italiens vom 16. Jahrhundert bis zu den Anfängen des Faschismus. Wissenschaftliche Buchgesellschaft, Darmstadt 1980, ISBN 3-534-06746-0 (ab der 3. Auflage als: Geschichte Italiens in der Neuzeit. 3., verbesserte und erweiterte Auflage. ebenda 1986, ISBN 3-534-06746-0; 4., durchgesehene Auflage. ebenda 1988).
- Die Beilegung der Kölner Wirren, 1840–1842. Vorwiegend nach Akten des Vatikanischen Geheimarchivs (= Studien zur Kölner Kirchengeschichte. Bd. 6, ZDB-ID 530617-6). Schwann, Düsseldorf 1962 (Zugleich: Köln, Universität, phil. Dissertation vom 18. Mai 1962).

Herausgeberschaften
- mit Heinrich Oberreuter: 20. Juli. Portraits des Widerstands. Econ, Düsseldorf 1984, ISBN 3-430-16095-2 (2. Auflage 1995).
- Hochverrat? Neue Forschungen zur „Weißen Rose“ (= Portraits des Widerstands. Bd. 1). Veränderte Neuauflage. UVK Universitäts-Verlag, Konstanz 1999, ISBN 3-87940-634-0.
- Deutschland – Italien, 1943–1945. Aspekte einer Entzweiung (= Reihe der Villa Vigoni. Bd. 3). Niemeyer, Tübingen 1992, ISBN 3-484-67003-7.
- mit Francesco Traniello: Der Kulturkampf in Italien und in den deutschsprachigen Ländern (= Schriften des Italienisch-Deutschen Historischen Instituts in Trient. Bd. 5). Duncker & Humblot, Berlin 1993, ISBN 3-428-07709-1.
- mit Paul Colonge: Histoire religieuse de l’Allemagne (= Histoire religieuse de l’Europe contemporaine. Bd. 4). Cerf, Paris 2000, ISBN 2-204-06393-2 (Rezension von Louis Dupeux).